# Hatfield and the North
Hatfield and the North était un groupe de rock progressif britannique, originaire de l'École de Canterbury. En activité entre octobre 1972 et juin 1975, avec quelques reformations éventuelles.

## Biographie

### Première phase
Issus du groupe The Wilde Flowers, fondé en 1963, Kevin Ayers, Robert Wyatt, Mike Ratledge, les frères Hastings, David Sinclair et Richard Coughlan donnent naissance à Soft Machine d'une part et à Caravan d'autre part. De cette filiation naît en 1973 Hatfield And The North. Le nom du groupe provient d'un panneau de signalisation que l'on pouvait voir à l'époque en quittant Londres par l'autoroute A1 en direction du nord.
Le groupe se constitue vers le milieu de 1972 par une bande d'amis, Phil Miller (guitare, ex-Matching Mole), son frère Steve Miller (claviers, ex-Caravan), Pip Pyle (batterie, ex-Gong) et Richard Sinclair (basse et vocaux, ex-Caravan). Le groupe donne quelques concerts entre juillet et septembre cette année-là, puis signe un contrat avec  Virgin, Steve Miller étant bientôt remplacé par David Sinclair (cousin de Richard, ex-Matching Mole et Caravan). Le groupe prend alors le nom de Hatfield and the North. Dave Sinclair quitte le groupe en 1973, peu de temps après une apparition à la télévision française (Rockenstock) avec Robert Wyatt invité au chant. Il est rapidement remplacé par Dave Stewart (ex-Egg) avant l'enregistrement du premier album.
Le groupe enregistre deux albums, Hatfield and the North et The Rotters' Club. Sur ces deux disques, les chœurs féminins sont assurés par The Northettes: Amanda Parsons, Barbara Gaskin et Ann Rosenthal. Après la dissolution du groupe en  1975, Dave Stewart forme National Health avec Alan Gowen (ex-Gilgamesh) et Phil Miller. Pip Pyle les rejoint en 1977 en remplacement de Bill Bruford.

### Retours

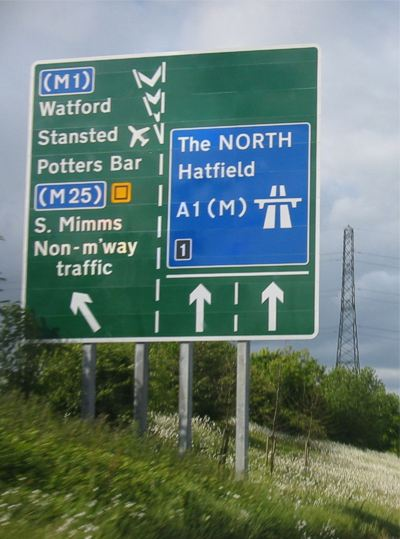
Hatfield and the North tire son nom d'un panneau de signalisation indiquant la direction du nord et de la ville d'Hatfield. La formulation a changé, les panneaux indiquant maintenant The NORTH, Hatfield

En mars 1990, le groupe se reforme pour enregistrer un spectacle à la télévision avec Phil Miller, Richard Sinclair et Pip Pyle, rejoints par Sophia Domancich (claviers).
En janvier 2005, nouvelle reformation avec Alex Maguire (claviers). 
Pip Pyle décède en août 2006. En 2005/2006, sortent deux CD d'archives, Hatwise Choice et Hattitude, avec la formation classique Miller/Pyle/Sinclair/Stewart, distribués par le label anglais Burning Shed.
Le roman de Jonathan Coe, The Rotters' Club, traduit en français par Bienvenue au club doit son titre au deuxième album du groupe, lequel est mentionné plusieurs fois dans le livre.

## Discographie
- 1974 : Hatfield and the North (studio LP, Virgin ; CD, Virgin 1990)
- 1975 : The Rotters' Club (studio LP, Virgin ; CD, Virgin 1990) (43e de l'UK Albums Chart[2]
- 1980 : Afters (Virgin)
- 1980 : Live 1990 (album live, Demon)
- 1993 : Hatwise Choice: Archive Recordings 1973-1975, Volume 1 (Hatco, distribué par Burning Shed)
- 2006 : Hattitude: Archive Recordings 1973-1975, Volume 2 (Hatco, distribué par Burning Shed)

## Filmographie
- 2015 : Romantic Warriors III: Canterbury Tales (DVD)